# Miloševac (miasto Šabac)
Miloševac (cyr. Милошевац) – wieś w Serbii, w okręgu maczwańskim, w mieście Šabac. W 2011 roku liczyła 76 mieszkańców.